# Ildefonso Falcones
Ildefonso Falcones de Sierra (született 1959-ben) barcelonai spanyol ügyvéd és író, leginkább A tenger katedrálisa című bestselleréről ismert.

## Életrajza
Ildefonso Falcones egy ügyvéd és egy háziasszony fia. Már 17 évesen lovas karriert futott be, 17 évesen Spanyolország ifjúsági bajnoka lett díjugratásban, valamint kiválóan szerepelt a gyeplabdában is. Sportkarrierje édesapja halálával még abban az évben véget ért. Tanulmányait a spanyolországi San Ignacio jezsuita kollégiumában végezte. Ezt követően kezdte meg egyetemi tanulmányait, közgazdasági és jogi diplomát próbált szerezni. Végül úgy döntött, hogy abbahagyja a közgazdasági tanulmányait, hogy jogi tanulmányait egy barcelonai bingóban végzett munkával finanszírozza.
Jelenleg saját ügyvédi irodájában praktizál, amely Barcelona Eixample kerületében található. És bár korábban az irodalomban kezdett el dolgozni, az elmúlt néhány évben kénytelen volt összeegyeztetni a munkáját a könyvírás iránti szenvedélyével. Első regényének befejezéséhez 5 évre volt szüksége.
A tenger katedrálisa (La catedral del mar) című, 2006-ban megjelent történelmi thrillerével vált ismertté, amely a 14. századi Barcelonában játszódik. 2009-ben megjelent második regénye, a La mano de Fátima (Fátima keze, 2009) a moriszkók felkelését és későbbi kiűzését dolgozza fel. A moriszkók kiűzése és a moriszkók felkelése a témája. Harmadik regénye a La reina descalza (2013), amely a 18. századi Sevilla és Madrid között játszódik, és két nő (egy kubai volt rabszolga és egy trianai cigány) egymásba fonódó életét követi nyomon, a Nagy Cigányveréssel a háttérben. Negyedik regénye, a Los herederos de la tierra a La catedral del mar folytatása. Ötödik regénye, az El pintor de almas (2019) a 20. század eleji, társadalmi konfliktusoktól sújtott Barcelonában játszódik, és egy művész életét, valamint anarchistával való nem könnyű kapcsolatát követi nyomon.
2015-ben Ildefonso Falconest azzal vádolták, hogy 2009 és 2011 között 1,4 millió eurót csalt ki a spanyol államkincstártól azzal, hogy műveinek szerzői jogait Spanyolországon kívüli székhelyű vállalatokra ruházta át. 2016-ban az ügyet elutasították, amikor a bíró úgy ítélte meg, hogy az első regénye szerzői jogainak eladása 2004-ben történt, két évvel annak szerkesztői sikere előtt, ami azt mutatja, hogy nem volt szándékos "csalárd és rosszindulatú manőver elkövetése az említett cselekménnyel". 2018 februárjában azonban ismét szembe kellett néznie ezekkel a vádakkal, amelyekért akár 9 évig terjedő börtönbüntetés is kiszabható.

## Nézetei és álláspontja
Ideológiai szempontból a Néppárt (PP) támogatójaként nyilatkozott. 2008-ban a Santa Maria del Mar templomban a Katalán Néppárt más vezetőivel, például Dolors Nadallal és Daniel Sirerával együtt támogatta Mariano Rajoy-t, a PP akkori miniszterelnök-jelöltjét a 2008-as parlamenti választásokon.

## Könyvei
- La catedral del mar(wd) (2006)
- La mano de Fátima (2009)
- La reina descalza (2013)
- Los herederos de la tierra (2016)
- El pintor de almas (2019)
- Esclava de la libertad (2022)

### Magyarul megjelent
- A tenger katedrálisa (La catedral del mar) – Kiss József, Budapest, 2007 · ISBN 9789638737847 · Fordította: Cserháti Éva
- Fátima keze (La mano de Fátima) – Kiss József, Budapest, 2011 · ISBN 9789638846266 · Fordította: Bakucz Dóra, Smid Bernadett

## Fordítás
- Ez a szócikk részben vagy egészben  az   Ildefonso Falcones című angol Wikipédia-szócikk fordításán alapul.  Az eredeti cikk szerkesztőit annak laptörténete sorolja fel. Ez a jelzés csupán a megfogalmazás eredetét és a szerzői jogokat jelzi, nem szolgál a cikkben szereplő információk forrásmegjelöléseként.